# Notomma mutilum
Notomma mutilum är en tvåvingeart som först beskrevs av Mario Bezzi 1923.  Notomma mutilum ingår i släktet Notomma och familjen borrflugor. Inga underarter finns listade i Catalogue of Life.